# EHF-Pokal der Frauen 1998/99
Am EHF-Pokal 1998/99 nahmen Handball-Vereinsmannschaften teil, die sich in der vorangegangenen Saison in ihren Heimatländern über die Platzierung in der heimischen Liga für den Wettbewerb qualifiziert haben. Der EHF-Pokal wurde diese Saison das sechste Mal ausgespielt.
Titelverteidiger aus der Vorsaison war die ungarische Mannschaft Dunaferr SE.

## Modus
Das komplette Turnier wurde im K.o.-Runden mit Hin- und Rückspielen gespielt, bis zu den Endspielen.

## Runde 1

### Qualifizierte Teams
| - WAT Fünfhaus - Juventus Melveren - RK Jedinstvo Tuzla - Drut Beliniche - Volan Sofia - ŽRK Osijek - Anorthosis Famagusta Club - Viborg HK - CB Elda Prestigio - Helsinki IFK - ASU Lyon Vaulx en Velin - Borussia Dortmund - AC Filippos Verias - Debreceni VSC - Cassano Magnago | - Pasvalio Svalia - CHEV Handball Diekirch - ŽRK Gevgelija - VOC Amsterdam - Tertnes Idrettslag - GKS Piotrkovia - Club Sports Da Madeira - Uni Ursus Cluj - Wolgograd AKWA - ŽRK Juteks Žalec - SPONO Nottwil - HK ŠKP Banská Bystrica - Sağlık Kastamonu - Halytschanka Lwiw - ŽRK Sombor |

### Ausgeloste Spiele und Ergebnisse
| Mannschaft 1           | Mannschaft 2              | Hinspiel          | Rückspiel         | Gesamt  |
| ---------------------- | ------------------------- | ----------------- | ----------------- | ------- |
| Tertnes Idrettslag     | Helsinki IFK              | 10.10.1998        | 11.10.1998        | 83 : 28 |
| Tertnes Idrettslag     | Helsinki IFK              | 41 : 17           | 42 : 11           | 83 : 28 |
| Tertnes Idrettslag     | Helsinki IFK              | 150 Zuschauer     | 400 Zuschauer     | 83 : 28 |
| Debreceni VSC          | ŽRK Osijek                | 04.10.1998        | 11.10.1998        | 43 : 34 |
| Debreceni VSC          | ŽRK Osijek                | 18 : 11           | 25 : 23           | 43 : 34 |
| Debreceni VSC          | ŽRK Osijek                | 2000 Zuschauer    | 300 Zuschauer     | 43 : 34 |
| ŽRK Juteks Žalec       | Cassano Magnago           | 03.10.1998        | 11.10.1998        | 52 : 46 |
| ŽRK Juteks Žalec       | Cassano Magnago           | 32 : 23           | 20 : 23           | 52 : 46 |
| ŽRK Juteks Žalec       | Cassano Magnago           | 400 Zuschauer     | 100 Zuschauer     | 52 : 46 |
| Borussia Dortmund      | ASU Lyon Vaulx en Velin   | 04.10.1998        | 11.10.1998        | 61 : 35 |
| Borussia Dortmund      | ASU Lyon Vaulx en Velin   | 34 : 15           | 27 : 20           | 61 : 35 |
| Borussia Dortmund      | ASU Lyon Vaulx en Velin   | 800 Zuschauer     | 800 Zuschauer     | 61 : 35 |
| HK ŠKP Banská Bystrica | Club Sports Da Madeira    | 04.10.1998        | 10.10.1998        | 73 : 27 |
| HK ŠKP Banská Bystrica | Club Sports Da Madeira    | 32 : 14           | 41 : 13           | 73 : 27 |
| HK ŠKP Banská Bystrica | Club Sports Da Madeira    | 1000 Zuschauer    | 250 Zuschauer     | 73 : 27 |
| CB Elda Prestigio      | ŽRK Gevgelija             | nicht ausgetragen | nicht ausgetragen | 20 : 0  |
| CB Elda Prestigio      | ŽRK Gevgelija             | 10 : 0            | 10 : 0            | 20 : 0  |
| CB Elda Prestigio      | ŽRK Gevgelija             | - Zuschauer       | - Zuschauer       | 20 : 0  |
| Uni Ursus Cluj         | GKS Piotrkovia            | 04.10.1998        | 10.10.1998        | 45 : 47 |
| Uni Ursus Cluj         | GKS Piotrkovia            | 24 : 19           | 21 : 28           | 45 : 47 |
| Uni Ursus Cluj         | GKS Piotrkovia            | 1000 Zuschauer    | 1000 Zuschauer    | 45 : 47 |
| AC Filippos Verias     | Drut Beliniche            | 04.10.1998        | 10.10.1998        | 52 : 48 |
| AC Filippos Verias     | Drut Beliniche            | 27 : 20           | 25 : 28 n.7m      | 52 : 48 |
| AC Filippos Verias     | Drut Beliniche            | 300 Zuschauer     | 100 Zuschauer     | 52 : 48 |
| Viborg HK              | WAT Fünfhaus              | 03.10.1998        | 04.10.1998        | 91 : 23 |
| Viborg HK              | WAT Fünfhaus              | 47 : 10           | 44 : 13           | 91 : 23 |
| Viborg HK              | WAT Fünfhaus              | 1100 Zuschauer    | 300 Zuschauer     | 91 : 23 |
| Juventus Melveren      | Anorthosis Famagusta Club | 03.10.1998        | 11.10.1998        | 67 : 21 |
| Juventus Melveren      | Anorthosis Famagusta Club | 35 : 10           | 32 : 11           | 67 : 21 |
| Juventus Melveren      | Anorthosis Famagusta Club | 150 Zuschauer     | 150 Zuschauer     | 67 : 21 |
| Halytschanka Lwiw      | CHEV Handball Diekirch    | 10.10.1998        | 11.10.1998        | 75 : 20 |
| Halytschanka Lwiw      | CHEV Handball Diekirch    | 40 : 8            | 35 : 12           | 75 : 20 |
| Halytschanka Lwiw      | CHEV Handball Diekirch    | 100 Zuschauer     | 100 Zuschauer     | 75 : 20 |
| Wolgograd AKWA         | VOC Amsterdam             | 09.10.1998        | 11.10.1998        | 49 : 39 |
| Wolgograd AKWA         | VOC Amsterdam             | 31 : 19           | 18 : 20           | 49 : 39 |
| Wolgograd AKWA         | VOC Amsterdam             | 110 Zuschauer     | 100 Zuschauer     | 49 : 39 |
| Sağlık Kastamonu       | Pasvalio Svalia           | 03.10.1998        | 05.10.1998        | 81 : 60 |
| Sağlık Kastamonu       | Pasvalio Svalia           | 40 : 29           | 41 : 31           | 81 : 60 |
| Sağlık Kastamonu       | Pasvalio Svalia           | 200 Zuschauer     | 200 Zuschauer     | 81 : 60 |
| ŽRK Sombor             | SPONO Nottwil             | 09.10.1998        | 11.10.1998        | 58 : 53 |
| ŽRK Sombor             | SPONO Nottwil             | 28 : 27           | 30 : 26           | 58 : 53 |
| ŽRK Sombor             | SPONO Nottwil             | 500 Zuschauer     | 300 Zuschauer     | 58 : 53 |
| RK Jedinstvo Tuzla     | Volan Sofia               | 03.10.1998        | 04.10.1998        | 59 : 45 |
| RK Jedinstvo Tuzla     | Volan Sofia               | 25 : 24           | 34 : 21           | 59 : 45 |
| RK Jedinstvo Tuzla     | Volan Sofia               | 500 Zuschauer     | 799 Zuschauer     | 59 : 45 |

## Achtelfinale

### Qualifizierte Teams
| - Juventus Melveren - RK Jedinstvo Tuzla - Viborg HK - CB Elda Prestigio - Borussia Dortmund - AC Filippos Verias - Debreceni VSC - Győri Graboplast ETO | - Tertnes Idrettslag - GKS Piotrkovia - Wolgograd AKWA - ŽRK Juteks Žalec - HK ŠKP Banská Bystrica - Sağlık Kastamonu - Halytschanka Lwiw - ŽRK Sombor |

### Ausgeloste Spiele und Ergebnisse
| Mannschaft 1       | Mannschaft 2           | Hinspiel       | Rückspiel      | Gesamt  |
| ------------------ | ---------------------- | -------------- | -------------- | ------- |
| Wolgograd AKWA     | HK ŠKP Banská Bystrica | 07.11.1998     | 14.11.1998     | 49 : 48 |
| Wolgograd AKWA     | HK ŠKP Banská Bystrica | 29 : 25        | 20 : 23        | 49 : 48 |
| Wolgograd AKWA     | HK ŠKP Banská Bystrica | 600 Zuschauer  | 900 Zuschauer  | 49 : 48 |
| AC Filippos Verias | Borussia Dortmund      | 07.11.1998     | 15.11.1998     | 30 : 65 |
| AC Filippos Verias | Borussia Dortmund      | 13 : 30        | 17 : 35        | 30 : 65 |
| AC Filippos Verias | Borussia Dortmund      | 300 Zuschauer  | 480 Zuschauer  | 30 : 65 |
| Sağlık Kastamonu   | Tertnes Idrettslag     | 14.11.1998     | 15.11.1998     | 46 : 75 |
| Sağlık Kastamonu   | Tertnes Idrettslag     | 21 : 43        | 25 : 32        | 46 : 75 |
| Sağlık Kastamonu   | Tertnes Idrettslag     | 650 Zuschauer  | 450 Zuschauer  | 46 : 75 |
| ŽRK Sombor         | GKS Piotrkovia         | 13.11.1998     | 15.11.1998     | 41 : 57 |
| ŽRK Sombor         | GKS Piotrkovia         | 23 : 29        | 18 : 28        | 41 : 57 |
| ŽRK Sombor         | GKS Piotrkovia         | 1000 Zuschauer | 1000 Zuschauer | 41 : 57 |
| Juventus Melveren  | Győri Graboplast ETO   | 14.11.1998     | 15.11.1998     | 26 : 77 |
| Juventus Melveren  | Győri Graboplast ETO   | 16 : 41        | 10 : 36        | 26 : 77 |
| Juventus Melveren  | Győri Graboplast ETO   | 1000 Zuschauer | 800 Zuschauer  | 26 : 77 |
| RK Jedinstvo Tuzla | CB Elda Prestigio      | 07.11.1998     | 08.11.1998     | 32 : 74 |
| RK Jedinstvo Tuzla | CB Elda Prestigio      | 16 : 36        | 16 : 38        | 32 : 74 |
| RK Jedinstvo Tuzla | CB Elda Prestigio      | 1100 Zuschauer | 800 Zuschauer  | 32 : 74 |
| Viborg HK          | Debreceni VSC          | 07.11.1998     | 15.11.1998     | 50 : 37 |
| Viborg HK          | Debreceni VSC          | 30 : 12        | 20 : 25        | 50 : 37 |
| Viborg HK          | Debreceni VSC          | 1010 Zuschauer | 1800 Zuschauer | 50 : 37 |
| Halytschanka Lwiw  | ŽRK Juteks Žalec       | 14.11.1998     | 15.11.1998     | 52 : 51 |
| Halytschanka Lwiw  | ŽRK Juteks Žalec       | 27 : 29        | 25 : 22        | 52 : 51 |
| Halytschanka Lwiw  | ŽRK Juteks Žalec       | 400 Zuschauer  | 600 Zuschauer  | 52 : 51 |

## Viertelfinale

### Qualifizierte Teams
| - Viborg HK - CB Elda Prestigio - Borussia Dortmund - Győri Graboplast ETO | - Tertnes Idrettslag - GKS Piotrkovia - Wolgograd AKWA - Halytschanka Lwiw |

### Ausgeloste Spiele und Ergebnisse
| Mannschaft 1         | Mannschaft 2      | Hinspiel       | Rückspiel      | Gesamt  |
| -------------------- | ----------------- | -------------- | -------------- | ------- |
| Borussia Dortmund    | Viborg HK         | 27.02.1999     | 06.03.1999     | 45 : 60 |
| Borussia Dortmund    | Viborg HK         | 21 : 29        | 24 : 31        | 45 : 60 |
| Borussia Dortmund    | Viborg HK         | 620 Zuschauer  | 1600 Zuschauer | 45 : 60 |
| Halytschanka Lwiw    | GKS Piotrkovia    | 28.02.1999     | 07.03.1999     | 46 : 54 |
| Halytschanka Lwiw    | GKS Piotrkovia    | 24 : 31        | 22 : 23        | 46 : 54 |
| Halytschanka Lwiw    | GKS Piotrkovia    | 500 Zuschauer  | 1000 Zuschauer | 46 : 54 |
| Tertnes Idrettslag   | Wolgograd AKWA    | 28.02.1999     | 06.03.1999     | 51 : 49 |
| Tertnes Idrettslag   | Wolgograd AKWA    | 27 : 22        | 24 : 27        | 51 : 49 |
| Tertnes Idrettslag   | Wolgograd AKWA    | 300 Zuschauer  | 500 Zuschauer  | 51 : 49 |
| Győri Graboplast ETO | CB Elda Prestigio | 28.02.1999     | 06.03.1999     | 58 : 42 |
| Győri Graboplast ETO | CB Elda Prestigio | 29 : 19        | 29 : 23        | 58 : 42 |
| Győri Graboplast ETO | CB Elda Prestigio | 2200 Zuschauer | 1000 Zuschauer | 58 : 42 |

## Halbfinale

### Qualifizierte Teams
| - Viborg HK - Győri Graboplast ETO | - Tertnes Idrettslag - GKS Piotrkovia |

### Ausgeloste Spiele und Ergebnisse
| Mannschaft 1       | Mannschaft 2         | Hinspiel       | Rückspiel      | Gesamt  |
| ------------------ | -------------------- | -------------- | -------------- | ------- |
| Tertnes Idrettslag | Viborg HK            | 10.04.1999     | 17.04.1999     | 51 : 65 |
| Tertnes Idrettslag | Viborg HK            | 25 : 36        | 26 : 29        | 51 : 65 |
| Tertnes Idrettslag | Viborg HK            | 1400 Zuschauer | 3700 Zuschauer | 51 : 65 |
| GKS Piotrkovia     | Győri Graboplast ETO | 10.04.1999     | 18.04.1999     | 50 : 58 |
| GKS Piotrkovia     | Győri Graboplast ETO | 29 : 28        | 21 : 30        | 50 : 58 |
| GKS Piotrkovia     | Győri Graboplast ETO | 1200 Zuschauer | 2500 Zuschauer | 50 : 58 |

## Finale
Es nahmen die zwei Sieger aus dem Halbfinale teil. Das Hinspiel fand am 9. Mai 1999 statt. Das Rückspiel fand am 15. Mai 1999 statt.

### Ausgeloste Spiele und Ergebnisse
| Mannschaft 1         | Mannschaft 2 | Hinspiel       | Rückspiel      | Gesamt  |
| -------------------- | ------------ | -------------- | -------------- | ------- |
| Győri Graboplast ETO | Viborg HK    | 09.05.1999     | 15.05.1999     | 45 : 49 |
| Győri Graboplast ETO | Viborg HK    | 24 : 21        | 21 : 28        | 45 : 49 |
| Győri Graboplast ETO | Viborg HK    | 2500 Zuschauer | 4400 Zuschauer | 45 : 49 |